# Henk Etienne

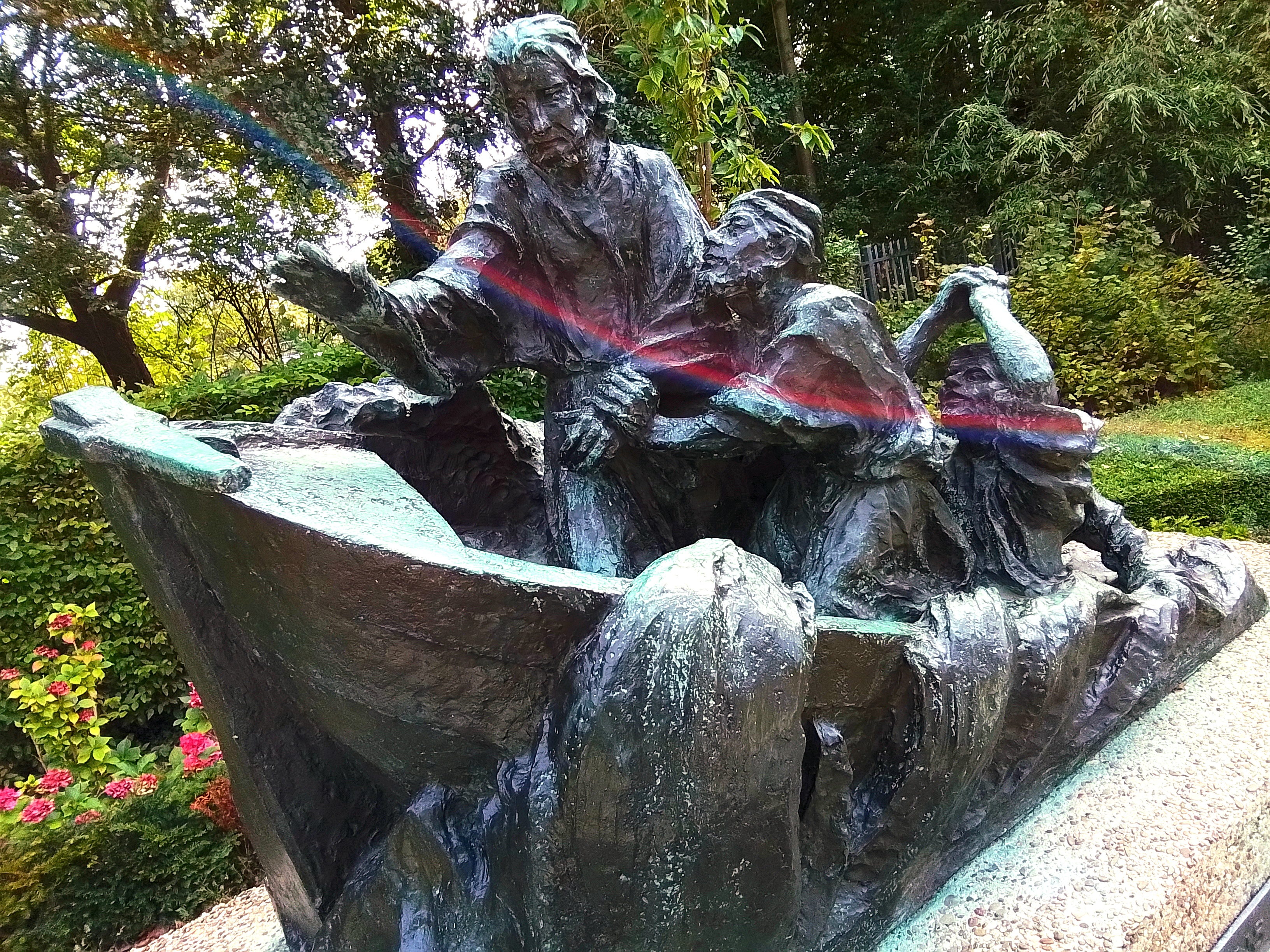
O, heer redt ons (1946) aan de Korte Dreef, Heerhugowaard.

Hendricus Johannes (Henk) Etienne (Delft, 18 juni 1895 – Den Haag, 6 november 1968) was een Nederlandse beeldhouwer en medailleur.

## Biografie
Etienne werd geboren als zoon van Cornelis Johannes Etienne en Theodora Hendrika Jutte. Hij woonde en werkte het grootste deel van zijn leven in Delft, vanaf 1962 in Den Haag. Hij trouwde in 1924 met Mies Saraber.
Het talent van Etienne werd ontdekt door Arend Odé, hoogleraar boetseren en beeldhouwkunst aan de Technische Hogeschool Delft (TH), die hem in 1909 aannam als leerling in zijn atelier. Hij volgde aan de TH ook lessen bouwkunst bij de hoogleraren Gips en Evers en kunstgeschiedenis.
Etiennes eerste scheppende werken waren tussen 1914 en 1916 paardengroepen in terracotta en dierplastieken. Van 1916 tot en met 1920 liep hij praktijkstages bij verschillende beeldhouwateliers en werd daar betrokken bij restauraties van gebouwen. In 1921 behaalde hij de middelbare akten tekenen en boetseren. In 1922 werd hij docent aan de Avondvaktekenschool te Vlaardingen en Delft; vanaf 1928 werd hij van de laatste directeur.
In 1922 werd hij tevens assistent op de afdeling boetseren en beeldhouwen van het atelier van Odé, vanaf 1935 bij diens opvolger prof. Oswald Wenckebach. In 1957 werd hij wetenschappelijk ambtenaar aan de afdeling Architectuur en Beeldhouwkunst van de TH. Zijn belangrijkste taak was lesgeven, hij begeleidde vele studenten en werd steeds meer de centrale figuur in het atelier-beeldhouwen aan de TH. In 1960 ging hij met pensioen, waarna hij in 1962 een eigen atelier opende in Den Haag.
Etienne werd regelmatig gevraagd beelden of ornamenten te leveren die benodigd waren bij de restauratie van kerken, stadhuizen en andere monumentenpanden, vaak in opdracht van gemeenten, kerkbesturen of Monumentenzorg, ter vervanging van verloren gegane of te ver verweerde originele exemplaren. Ook verrichtte hij restauratiewerk aan beelden aan de gevels van stadhuizen en kerkgebouwen, beelden in kerken en fronten voor kerkorgels.
Maar hij maakte ook versierend en monumentaal beeldhouwwerk voor flats en schoolgebouwen, dat vooral in de jaren vijftig en zestig erg populair was, en vele gedenkstenen en plaquettes. Voor particulieren vervaardigde hij veel portretkoppen. En zodra hij tijd over had, ging hij op eigen initiatief aan de slag, zoals een kop van Hugo de Groot. Etienne had een grote werklust, zijn oeuvre omvat ruim driehonderd werkstukken. Hij exposeerde onder andere in New York en in het Stedelijk Museum en Rijksmuseum in Amsterdam. Veel werk is echter in particulier bezit, te zien op besloten plaatsen of als zodanig niet herkenbaar, zodat zijn werk relatief onbekend is.

## Werk

### Sculpturen

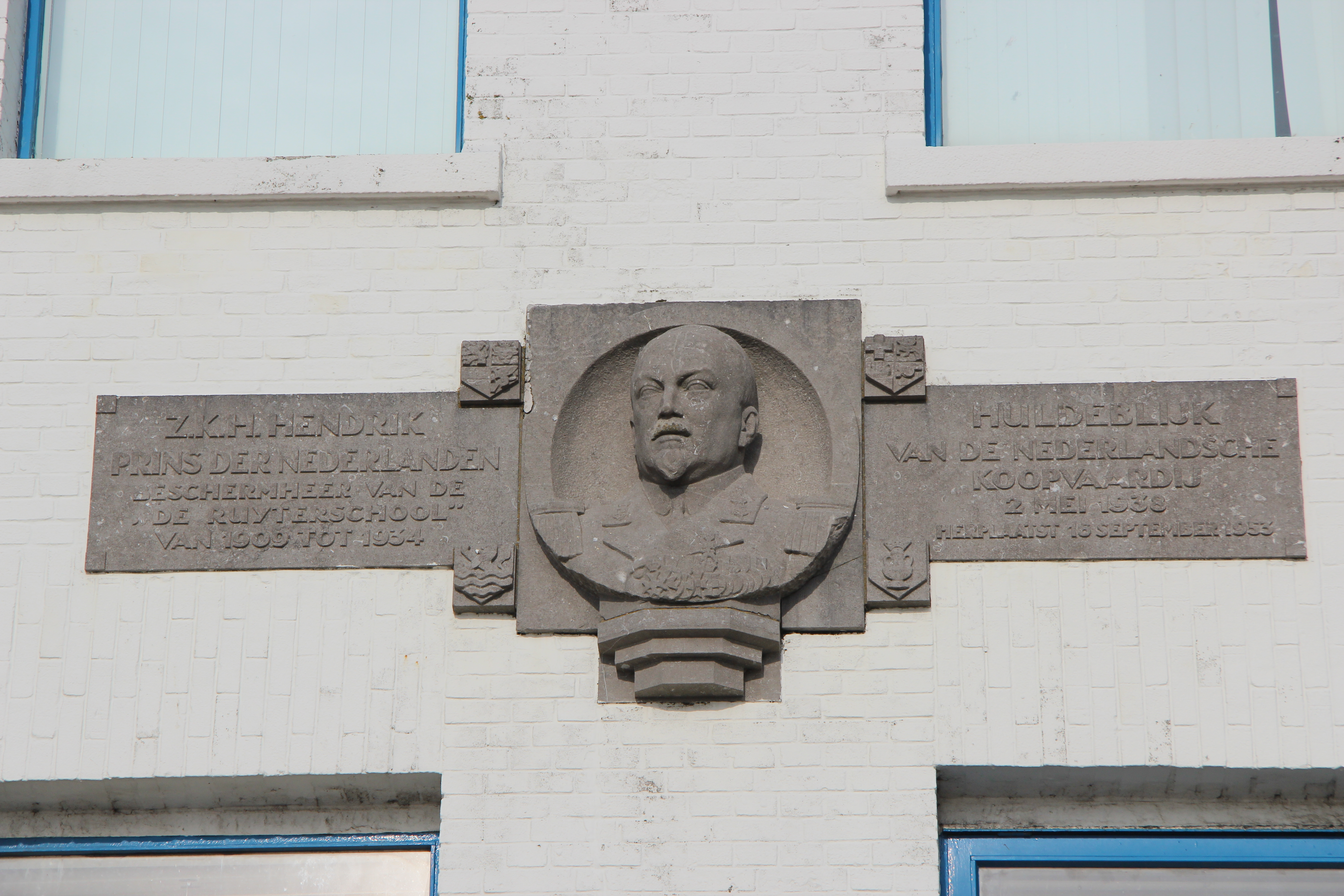
haut-reliëfportret Prins Hendrik (1938), herplaatst (in 1953) op gevel Maritiem Instituut De Ruyter, Vlissingen

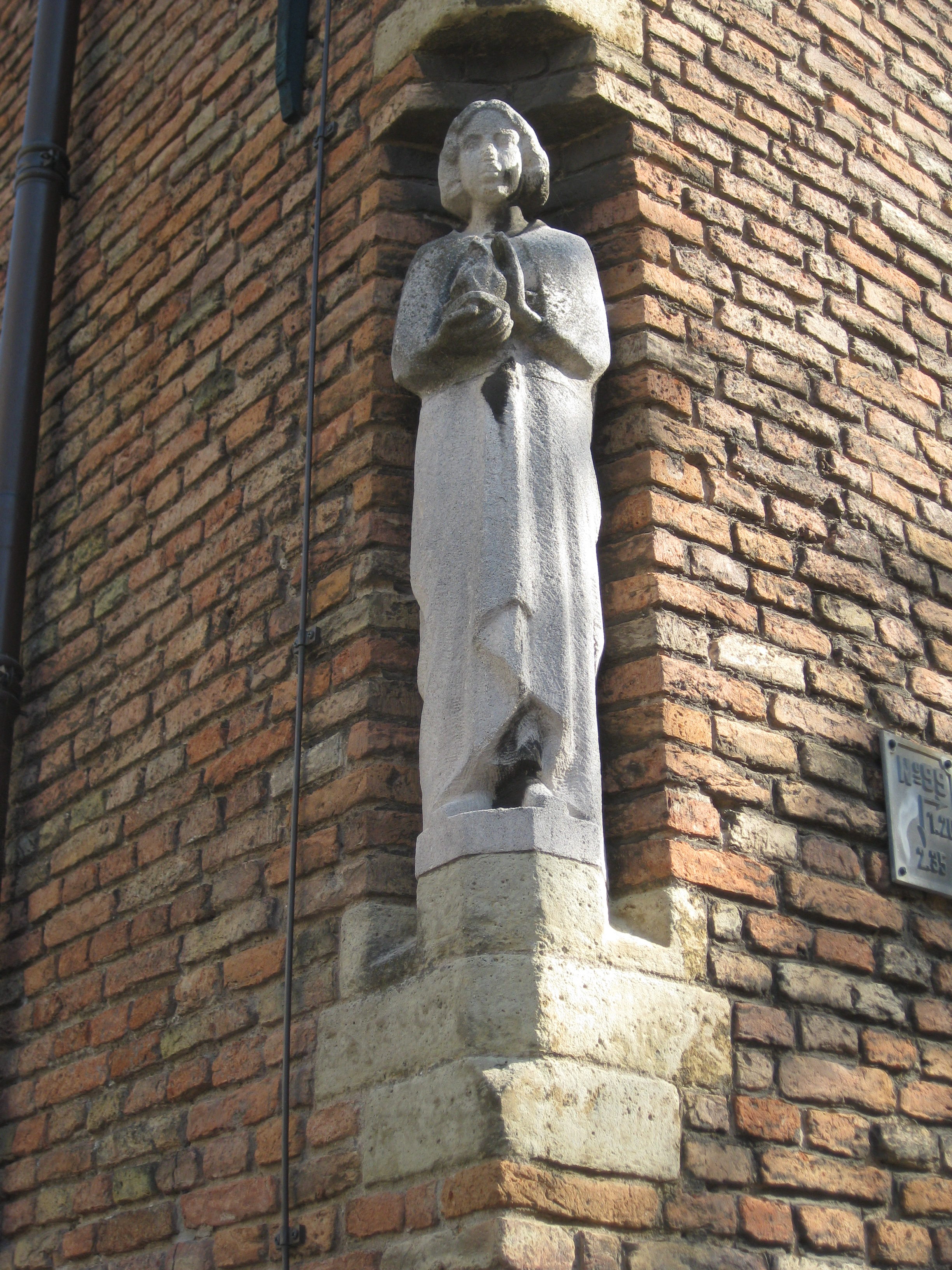
Vrouw met vlam (1930), Delft

Alleen sculpturen op (redelijk) openbaar toegankelijke plaatsen worden vermeld, voor een volledig overzicht van zijn werk zie de bronnen, publicatie 2005.
- 1917 - gevelornamenten, steen, voormalig kantoor De Nederlandsche Bank, Leiden
- 1920? - ingangspartij, steen, voormalig kantoor Leidsch Dagblad, Leiden
- 1930 - nisbeeld 'Vrouw met vlam', hoek Sint Hippolytuskapel, Delft
- 1931 - nisbeeld 'De Waker', kalksteen, bovenin Oostpoort, Delft
- 1934 - gevelbeeld "Afrika", zandsteen, op daklijst Beeldenhuis, Vlissingen (plaatsing juli 1934)
- 1934 - beeld van keizer Karel V, kalksteen, toren aan zijkant stadhuis (Chourtoren), Middelburg (onthulling 13 juni 1936)
- 1936 - reliëfportret van koningin Emma, kalksteen, Soest (onthulling oktober 1936)
- 1937 - Emma Monument, kalksteen, Dam (thans Damplein), Middelburg (onthulling 6 september 1937)
- 1937 - borstbeeld van Hendrik Zwang, zandsteen, plantsoen Frisoplein, Delft
- 1938 - haut-reliëfportret van prins Hendrik, hardsteen, voorgevel oude gebouw De Ruyterschool, Vlissingen (onthulling 2 mei 1938), herplaatst op gevel nieuwe gebouw Maritiem Instituut De Ruyter, Vlissingen (16 september 1953)
- 1938 - reliëfportret in gedenkteken van koningin Wilhelmina, kalksteen, Nieuwe Plantage, Delft (onthulling 3 september 1938)
- 1945 - plaquette Landelijk Comité 'Nederland dankt de BBC', brons, Broadcasting House, Londen (onthulling 1946), verkleinde replica's werden aangeboden aan personen die tijdens de oorlog via de BBC het Nederlandse volk hadden toegesproken
- 1948 - oorlogsmonument (beeldengroep 'O Heer Redt Ons'), Korte Dreef, Heerhugowaard (onthulling 10 september 1948)
- 1948 - bevrijdingsmonument (beeld Christus Koning, Redder van ons Volk), brons, Kennemersingel, voor St. Jozefkerk, Alkmaar
- 1949 - oorlogsmonument gevallenen Koninklijke Marechaussee en het Korps Politietroepen (beeldengroep), hardsteen, Koning Willem III kazerne, Sportlaan, Apeldoorn (onthulling 26 oktober 1949)
- 1950 - beeld St. Christoffel, kalksteen, Maria van Jessekerk, Delft
- 1950 - beeld vrouw met hond, brons, flatgebouw Rotterdam
- 1953 - plaquette mr Jan Smit Azn (1870-1952), stichter Zeevaartschool Vlissingen, brons, hal Maritiem Instituut De Ruyter, Vlissingen
- 1953 - plaquette S. Visser (1865-1942), eerste directeur Zeevaartschool Vlissingen, brons, hal Maritiem Instituut De Ruyter, Vlissingen
- 1955 - herdenkingsmonument Watersnood van 1953, kalksteen, Heijningen (onthulling 1 februari 1955)
- 1955 - borstbeeld van koningin Juliana, brons, Halsteren
- 1957 - bevrijdingsmonument (wegvliegende duif), brons, Raadhuisplein, Voorhout
- 1960 - herdenkingsmonument Bram van der Stap, rooms-katholieke begraafplaats aan de Kanaalweg, Delft
- 1963 - borstbeeld van Dirk Coster, brons, tuin voormalig Meisjeshuis, Oude Delft/Boterbrug, Delft
- 1966 - reliëfportret prof.dr.ir. J.Th. Thijsse, directeur Waterloopkundig Laboratorium (1927-1960), steen, gebouw Waterloopkundig Laboratorium, Delft

### Penningen
- 1927 - legpenning, brons, Zeeuwsche Perspenning
- 1931 - legpenning, brons, stadhuis Veere
- 1935 - legpenning t.g.v. opening luchtlijn Knokke-Vlissingen-Haamstede-Waalhaven-Schiphol i.o.v. de Zeeuwsche Vereeniging voor Luchtvaart (ZVL), brons; voorzijde: "luctando emersi et nunc super undas volo" (door te worstelen ben ik boven gekomen en nu wil ik boven de golven)
- 1938 - legpenning met prinses Juliana in Axelse klederdracht, brons, i.o.v. Vereeniging tot Behoud der Zeeuwsche Klederdracht
- 1940 - gedenkpenning t.g.v. honderdjarig bestaan van de Zeeuwse Landbouw Maatschappij (ZLM), brons; voorzijde: "Zeeuwsche Landbouw Maatschappij 1840-1940"; keerzijde: "Het zaad dat in de goede aarde valt brengt honderdvoudig vruchten voort"

- Biografisch Portaal: 73202124
- International Standard Name Identifier: 0000 0003 8541 874X
- Library of Congress Control Number: nr98013597
- Nationale Bibliotheek van Israël: 987007352954205171
- Nederlandse Thesaurus van Auteursnamen: 131004832
- RKD-Nederlands Instituut voor Kunstgeschiedenis: 26758
- Système universitaire de documentation: 184734525
- Virtual International Authority File: 199415711
- WorldCat: E39PBJg8Mgyqf6bJ7QqBb8vWDq